# Chlorek magnezu
Chlorek magnezu (łac. Magnesii chloridum) – związek nieorganiczny, sól o wzorze MgCl2.

## Właściwości
- silnie higroskopijny
- dobrze rozpuszcza się w wodzie
- z roztworów wodnych wydziela się w postaci heksahydratu MgCl
2·6H
2O o gęstości 1,57 g/cm3, który rozkłada się powyżej 117 °C

## Otrzymywanie
Sól uwodnioną otrzymuje się na skalę przemysłową z wody morskiej, z solanek bogatych w magnez lub z karnalitu (MgCl
2·KCl·6H
2O). Wodę morską traktuje się zasadami w celu wytrącenia wodorotlenku magnezu, Mg(OH)
2, który przeprowadzany jest w MgCl
2 za pomocą kwasu solnego. W pozostałych przypadkach roztwory zatęża się, a MgCl
2·6H
2O uzyskuje się przez krystalizację frakcyjną. MgCl
2·6H
2O otrzymać można też działając kwasem solnym na węglan, tlenek lub wodorotlenek magnezu i krystalizację produktu. W krajach azjatyckich przez krystalizację frakcyjną z wody morskiej uzyskuje się przyprawę nazywaną w zależności od miejsca pochodzenia nigari lub lushui, zawierającą ok. 95% chlorku magnezu.  
Sól bezwodną otrzymać można:
- przez ogrzewanie MgCl
2·6H
2O w atmosferze chlorowodoru (ogrzewanie bez HCl prowadzi do powstania Mg(OH)Cl)
- przez ogrzewanie MgCl
2·NH
4Cl·6H
2O

MgCl
2·NH
4Cl·6H
2O  →  MgCl
2·NH
4Cl + 6H
2O↑
MgCl
2·NH
4Cl  →  MgCl
2 + NH
4Cl↑
- przez ogrzewanie tlenku magnezu z węglem i chlorem: MgO + C + Cl  →  MgCl
2 + CO↑

## Zastosowanie medyczne
Chlorek magnezu jest jedną z łatwo przyswajalnych form tego pierwiastka. Może mieć zastosowanie w leczeniu depresji – u ludzi z cukrzycą i obniżonym poziomem magnezu w surowicy osiąga skuteczność porównywalną z imipraminą (lekiem z grupy trójpierścieniowych leków przeciwdepresyjnych). Doustne przyjmowanie magnezu w postaci chlorku jest utrudnione z powodu charakterystycznego smaku oraz higroskopijności substancji. Duże dawki chlorku magnezu mogą mieć pewien efekt przeczyszczający, znacznie jednak mniejszy niż siarczan magnezu. Możliwe jest zatrucie przy doustnej podaży rozpuszczalnych soli magnezu w przypadku znacznie obniżonej funkcji nerek.